# Marguerite Thiébold
Œuvres principales
- série Lili
- Le Traîneau de Manuela (1964)

Marguerite Thiébold (12 août 1908-25 mai 1997) est un écrivain français d'ouvrages pour la jeunesse. Elle a également publié quelques livres pour adultes sous le pseudonyme de M. Morgane.

## Biographie
Née le 12 août 1908 à Saint-Jean-d'Angély, son père est originaire du Tarn, et sa mère, de Colmar. Elle vient s'installer dans le Bas-Rhin en 1931, avec son mari Albert (1904-1978) professeur pour enfants sourds-muets. Ensemble ils ont trois enfants, deux filles et un garçon : Anne-Line, Evelyne et Daniel (1937-2009).
Elle commence à écrire grâce à ses enfants à qui elle racontait de belles histoires qu'elle inventait pour eux quand ils étaient petits. Sur leur demande, elle décide de les mettre sur papier. Son époux l'encourage à choisir une quinzaine de ses nouvelles pour les publier, et elles sont acceptées.
En 1936, elle est lauréate du Prix de l'Alsace littéraire, et en 1939, des Jeux Floraux de Tunisie. Ses contes et ses nouvelles paraissent dans des revues et almanachs d'Alsace, de Paris, de Suisse et de Belgique, ainsi que ses poésies. La guerre interrompt temporairement sa carrière d'écrivain. En 1947, elle publie son premier roman : L'Appel de la montagne, puis Suzanne aux cheveux d'or en 1948. La même année, elle remporte le premier prix des Jeux Floraux de Saintonge et d'Aunis.
Parallèlement aux livres pour la jeunesse, elle signe dans les années cinquante le texte de plusieurs livres en relief destinés aux très jeunes lecteurs, aux éditions Lucos de Mulhouse. Certains de ses textes sont des adaptations de contes célèbres comme Cendrillon ou les contes de Grimm, ou bien des abécédaires d'apprentissage à la lecture. Pour certains livres, les illustrations et le découpage sont l'œuvre de Jo Zagula.
C'est en 1951 que parait Le Château dans la forêt aux éditions Hachette. Il rencontre un certain succès auprès des jeunes lecteurs et fait connaître l'auteur au grand public. Sa carrière est véritablement lancée. Suivront une cinquantaine de livres destinés à la jeunesse, dont la série des Lili qui comptera vingt-huit titres en 25 ans, et une douzaine de romans pour jeunes filles parue aux éditions du Dauphin et aux éditions des Remparts.
Elle a également écrit des contes de Noël et de Pâques qui ont été publiés dans des quotidiens alsaciens et nationaux, et quelques nouvelles dont : Le Mal-Aimé publié par le Conseil international des femmes (International council of women), et en 1969 : Mosaïque, recueil de 43 poèmes. Elle a aussi écrit quelques romans pour adultes sous le pseudonyme de M. Morgane.

Elle vit à Bouxwiller de 1939 à 1953 et à Strasbourg-Neudorf, où la plupart de ses livres sont écrits.
Passionnée de musique classique et pratiquant régulièrement le piano, son inspiration lui vient aussi des nombreux voyages qu'elle effectue avec son époux.

Marguerite Thiébold a été membre de la Société des gens de lettres et vice-présidente de la Société des Écrivains d'Alsace, de Lorraine et du Territoire de Belfort pendant de nombreuses années.
Certains de ses livres ont été traduits en plusieurs langues dont l'allemand, le portugais, l'anglais, l'espagnol, le croate, le serbe et le japonais.
Marguerite Thiébold est morte le 25 mai 1997 à Strasbourg dans sa 89e année. Pour lui rendre hommage, l'école élémentaire de Bouxwiller a été rebaptisée école Marguerite Thiébold le 18 juin 2005. En 2013, une rue est baptisée de son nom à Strasbourg.

## Œuvre

### Romans sentimentaux
- 1947 : L'Appel de la montagne (collection Libellule no 16, Éditions La Colombe).
- 1948 : Suzanne aux cheveux d'or (coll. Libellule no 25, Éditions La Colombe).
- 1954 : Du rêve à l'amour (coll. Fama no 60, S.E.P.I.A.), sous le pseudonyme de M. Morgane.
- 1962 : La Dame du lac (coll. Rêves Bleus no 20, Éditions Des Remparts).
- 1964 : L'Inconnue de la crique (coll. Mirabelle no 162, Éditions Des Remparts).
- 1965 : La Robe écarlate (coll. Romanesque, Éditions du Dauphin).
- 1968 : La Statue vivante (coll. Mirabelle no 215, Éditions Des Remparts).

### Livres pour la jeunesse

#### Livres à système
Tous les livres à système de Marguerite Thiébold sont parus aux éditions Lucos, Mulhouse, au cours des années 1950.
- Daniel et ses amis, illustrations de Grolleron
- Attention!... Dangers!..., illustrations de Janfre
- Moussy, illustrations de Janfre
- Cendrillon, illustrations de Jo Zagula
- A.B.C. en relief, illustrations de Jo Zagula

Remarque : A.B.C. en relief est repris en 1956 par les éditions Lucien Adès sous forme de disque 33 tours intitulé J'apprends à lire et accompagné des six doubles pages en relief de A.B.C. en relief. Ce disque fait partie de la collection Le Petit Ménestrel. Le texte de Marguerite Thiébold est chanté et dit par Jany Sylvaine ; la musique est signée Hubert Rostaing.

#### Romans
- 1951 : Le Château dans la forêt (illustrations de P. Leroy, coll. Bibliothèque rose illustrée, Hachette).
- 1952 : La Fleur de glace (coll. Jeunesse du Monde, Hachette) ; réédité en 1957 après certains remaniements sous le titre Angelica (Bibliothèque verte, Hachette).
- 1953 : Le Maître de Nordfjord (illustrations d'Albert Chazelle, coll. Idéal-Bibliothèque, Hachette).
- 1955 : Amitia, fille du lac (illustrations de Gilles Valdès, coll. Rouge et Or souveraine, éditions G. P.).
- 1956 : Le Cygne de Solveig (illustrations de Simone Baudoin, coll. Bibliothèque rose illustrée, Hachette).
- 1956 : Le Collier de rubis (illustrations de Gilles Valdès, coll. Bibliothèque verte, Hachette).
- 1956 : Lili et son basset (illustrations de Gilles Valdès, coll. Ségur-Fleuriot, Hachette)[3].
- 1957 : Angelica (illustrations de Jacques Pecnard, coll. Bibliothèque verte, Hachette) : réédition remaniée de La Fleur de glace paru en 1952.
- 1959 : La Fille du potier (illustrations de Gaston de Sainte-Croix, coll. Rouge et Or Dauphine, éditions G.P.).
- 1961 : La Fleur du Mékong (illustrations de Jean Reschofsky, coll. Idéal-Bibliothèque no 200, Hachette).
- 1962 : Deux Garçons de nulle part (illustrations d'Albert Chazelle, coll. Idéal-Bibliothèque no 233, Hachette).
- 1964 : Le Traîneau de Manuela (illustrations de Gaston de Sainte-Croix, coll.  Idéal-Bibliothèque no 270, Hachette). Grand prix du salon de l’enfance 1964.
- 1979 : Contes d'Alsace : récits du folklore alsacien (coll. Vermeille, Hachette).

#### Séries

##### Lili
La série Lili a été publiée aux éditions Hachette dans la collection de la Bibliothèque rose. Toutes les illustrations sont de Marianne Clouzot sauf pour Lili et l'énigme de Rochenoire illustré par Henriette Munière et la 1re édition de Lili et son basset illustré par Gilles Valdès. Vingt-huit titres sont parus de 1959 à 1981.
1. 1959 : Lili et ses chèvres
2. 1961 : Lili et son basset[4]
3. 1961 : Lili et son âne
4. 1963 : Lili et son loup
5. 1965 : Lili et son portrait
6. 1967 : Lili et la Sauvageonne
7. 1967 : Lili et sa mule
8. 1968 : Lili et le testament secret
9. 1968 : Lili a disparu
10. 1969 : Lili et le Guépard
11. 1969 : Lili et les Mexicos
12. 1970 : Lili et la grotte aux améthystes
13. 1971 : Lili et le secret de la tour
14. 1971 : Lili et le jeune gitan
15. 1972 : Lili et le Gondolier
16. 1973 : Lili et la Lettre cachée
17. 1973 : Lili et la rose d'or
18. 1974 : Lili et le Lion
19. 1974 : Lili et les skis d'argent
20. 1975 : Lili mène la danse
21. 1975 : Lili la fine mouche
22. 1976 : Lili et la captive de l'île
23. 1976 : Lili et la voix mystérieuse
24. 1977 : Lili et la jument grise
25. 1978 : Lili lance un S.O.S.
26. 1979 : Lili et la Guitariste
27. 1980 : Lili et la lorgnette de l'empereur
28. 1981 : Lili et l'énigme de Rochenoire

##### Pascal
Série publiée aux éditions Hachette dans la collection de la Bibliothèque rose.
- 1958 : Pascal et le Vagabond (illustré par Jacques Pecnard
- 1965 : Pascal et Pedro (illustré par Gaston de Sainte-Croix)
- 1966 : Pascal et le Fantôme (illustré par Philippe Daure)

### Livres traduits à l'étranger

#### en allemand
- Le Maître de Nordfjord (1953) : Das Schloss am Nordfjord (1956, Éditions Franckche Verlag à Stuttgart)
- Angelica (1957) : Angelika (1961)
- La Fleur du Mékong (1961) : Ein Mädchen aus Laos (1962)

#### en anglais
- Pascal et le vagabond (1958) : Pascal and the tramp (1964, Reinders Books, H. Hamilton), traduit par Helen Woodyatt et illustré par Prudence Seward

#### en portugais
Quinze livres de la série Lili ont été traduits en portugais :
Trois titres sont parus chez les éditions Majora dans la collection Rosália en 1966, traduits par Júlia Ferrari Tavares et illustrés  par Marianne Clouzot.
- Lili et son basset (1956) : Lili e o seu baixote (1966)
- Lili et ses chèvres (1959): Lili e as suas cabras (1966)
- Lili et son loup (1963) : Lili e o seu lobo (1966)

Douze titres sont parus chez les éditions Verbo entre 1985 et 1990 et ont été intégralement illustrés par Júlio Gil.
- Lili et la captive de l'île (1976) : Filipa e a prisioneira da ilha (1985), traduit par Maria Adelaide Couto Viana
- Lili et la voix mystérieuse (1976)  : Filipa e a voz misteriosa  (1985), traduit par Maria Adelaide Couto Viana
- Lili et sa mule (1967)  : Filipa e a aldeia em perigo  (1985), traduit par Ricardo Alberty
- Lili et la rose d'or (1973) : Filipa e a rosa de ouro (1986), traduit par Ricardo Alberty
- Lili et le testament secret (1968) : Filipa e o testamento secreto (1986), traduit par Fernanda Leitão
- Lili et l'énigme de Rochenoire (1981) : Filipa e o enigma de rocha negra  (1986), traduit par Maria Guerne
- Lili et la lorgnette de l'empereur (1980) : Filipa e o velho coleccionador  (1986), traduit par Maria Guerne
- Lili et le jeune gitan (1971) : Filipa e o jovem cigano  (1986), traduit par Maria Guerne
- Lili et le secret de la tour (1971) : Filipa e o segredo da torre  (1988), traduit par Maria Guerne
- Lili et la lettre cachée  (1973) : Filipa e a carta escondida (1988), traduit par Maria Guerne
- Lili et la grotte aux améthystes (1970)  : Filipa e a gruta das ametistas (1988), traduit par Maria Guerne
- Lili la fine mouche (1975) : Filipa e o retrato roubado (1990), traduit par Maria Guerne

- Le Traîneau de Manuela (1964) : O trenó de Manuela (1967, éditions Aster, Collection Nautilus, no 20), illustrations de Gaston de Sainte-Croix et Geraldes Sobrero, traduit par Maria de Barros.

#### en espagnol
- Le Traîneau de Manuela (1964) : El trineo de Manuela (1972, éditions Kapelusz, Buenos Aires, Collection Iridium).

#### en croate, serbe, japonais
- Le Traîneau de Manuela

## Prix et Distinctions
- 1936 : Prix de l'Alsace littéraire
- 1964 : Grand Prix du Salon de l'Enfance à Paris pour Le Traîneau de Manuela
- 1965 : Diplôme du meilleur livre de l'année pour Pascal et Pedro
- 1968 : Prix "Maurice Betz" de l'Académie d'Alsace, pour l'ensemble de son œuvre.
- 1978 : "Grand Bretzel d'or de l'Institut des Arts et Traditions Populaires d'Alsace.
- 1971 : Le Prix "Label Chouette" du Club des Jeunes Amis des Animaux, pour trois de ses ouvrages : Lili est son âne, Lili et le secret de la tour et Lili et le jeune gitan.
- 1979 : Le Grand Prix humanitaire de France.
- Médaille d'argent de l'Académie internationale de Lutèce pour la nouvelle Flammes (année?)